# Braunita
La braunita és un mineral de la classe dels silicats, que pertany i dona nom al grup de la braunita. Rep el seu nom de Wilhelm von Braun (1790-1872), oficial i ministre a Gotha (Alemanya) que va subministrar el material original per a la descripció de l'espècie.

## Característiques
La braunita és un silicat de fórmula química Mn2+Mn₆3+(SiO₄)O₈. Cristal·litza en el sistema tetragonal formant cristalls piramidals estriats, de fins a 5 centímetres. També se'n troba de manera granular i massiva. La seva duresa a l'escala de Mohs es troba entre 6 i 6,5. És l'anàleg amb manganès de la neltnerita.
Segons la classificació de Nickel-Strunz, la braunita pertany a «09.AG: Estructures de nesosilicats (tetraedres aïllats) amb anions addicionals; cations en coordinació > [6] +- [6]» juntament amb els següents minerals: abswurmbachita, neltnerita, braunita-II, långbanita, malayaïta, titanita, vanadomalayaïta, natrotitanita, cerita-(Ce), cerita-(La), aluminocerita-(Ce), trimounsita-(Y), yftisita-(Y), sitinakita, kittatinnyita, natisita, paranatisita, törnebohmita-(Ce), törnebohmita-(La), kuliokita-(Y), chantalita, mozartita, vuagnatita, hatrurita, jasmundita, afwillita, bultfonteinita, zoltaiïta i tranquillityita.

## Formació i jaciments
Es forma per metamorfisme de silicats i òxids de manganès; també com a producte de la meteorització. Sol trobar-se associada a altres minerals com: pirolusita, jacobsita, hausmannita, bixbyita, rodonita, espessartina i hematites.